# Jämjö landskommun
Jämjö landskommun var en kommun i Blekinge län.

## Administrativ historik
När 1862 års kommunalförordningar började gälla inrättades över hela landet cirka 2 400 landskommuner, de flesta bestående av en socken. Därutöver fanns 89 städer och 8 köpingar, som då blev egna kommuner.
Denna kommun bildades i Jämjö socken i Östra härad i Blekinge.
Vid kommunreformen 1952 utökades landskommunen år 1952 genom sammanslagning med Kristianopels och Torhamns kommuner, inklusive Kristianopels municipalsamhälle som samtidigt upplöstes. De tidigare kommunerna Ramdala och Sturkö slogs samman med Jämjö 1963.
Området tillhör sedan 1974  Karlskrona kommun.
Kommunkoden 1952–73 var 1001.

### Kyrklig tillhörighet
I kyrkligt hänseende tillhörde kommunen Jämjö församling. Den 1 januari 1952 tillkom församlingarna Kristianopel och Torhamn och den 1 januari 1963 tillkom församlingarna Ramdala och Sturkö.

## Kommunvapen
Blasonering: I blått fält ett lejon av guld med svansen kluven, med tunga, tänder och klor röda, hållande en ek av guld. 
Vapnet är inspirerat av Kristianopels stadsvapen, men Kristian IV:s monogram har ersatts med en ek symboliserande Blekinge. Kommunvapnet fastställdes av Kungl. Maj:t år 1964.

## Geografi
Jämjö landskommun omfattade den 1 januari 1952 en areal av 246,37 km², varav 245,51 km² land.

### Tätorter i kommunen 1960
| Tätort            | Folkmängd |
| ----------------- | --------- |
| Jämjö             | 919       |
| Fågelmara         | 364       |
| Torhamn           | 360       |
| Brömsebro, del av | 132       |

Tätortsgraden i kommunen var den 1 november 1960 28,6 procent.

## Politik

### Mandatfördelning i valen 1938–1970
| 11 | 5 | 3 | 6 |

| 23 |

| 11 | 8 | 2 | 4 |

| 22 |

| 11 | 8 | 3 | 3 |

| 23 |

| 15 | 2 | 8 | 10 | 5 |

| 37 |

| 15 |  | 9 | 10 | 5 |

| 38 |

| 15 | 3 | 10 | 6 | 6 |

| 37 |

| 18 | 10 | 7 | 5 |

| 35 |

| 16 | 11 | 7 |  | 5 |

| 39 |

| 18 | 11 | 6 |  | 4 |

| 36 |